# Cristina Lozano Salvador
Cristina Lozano Salvador (València, 21 de febrer de 1974) és una política valenciana, diputada a les Corts Valencianes en la V Legislatura.
Diplomada en relacions laborals i afiliada al PSPV-PSOE, fou escollida diputada a les eleccions a les Corts Valencianes de 1999. De 1999 a 2003 ha estat secretària de la Comissió Permanent no legislativa de la Dona i les polítiques d'igualtat de les Corts Valencianes. En 2012 era Secretària de Medi ambient i Sostenibilitat de l'executiva comarcal del PSPV-PSOE de l'Alt Palància.